# Вільгельм Нейман
Карл Йоганн Вільгельм Нейман (нім. Carl Johann Wilhelm Neumann, латис. Kārlis Johans Vilhelms Neimanis, 5 жовтня 1849 Грефесмюлен, Німеччина — 6 березня 1919 Рига, Латвія) — остзейський архітектор німецького походження, який творив на території нинішньої Латвії; історик мистецтв.

## Життєпис
Вільгельм Нейман народився 5 жовтня 1849 в мекленбургському місті Грефесмюлен на півночі Німеччини, в купецької сім'ї. У 1863 році сім'я переїхала в Крустпілс (нині Латвія), де його батько отримав посаду службовця на залізниці Рига-Дінабург.
Працював в Даугавпілсі під керівництвом архітектора Пауля Макса Берча (1864-1875), а також навчався в Ризькому політехнікумі; в 1875 році — в Імператорській академії мистецтв.
Після закінчення навчання (1876) був призначений Дінабургской міським архітектором (1878-1895).
За багаторічні дослідження історії культури Остзейского краю отримав ступінь доктора мистецтва і філософії в Лейпцізькому університеті (1892). Керував будівництвом і реконструкцією багатьох ризьких будівель.
Був доцентом Ризького політехнічного інституту по кафедрі історії мистецтв (1899-1901), директором Ризького міського художнього музею (1905-1919), керівником комісії і виконавчим директором Курляндського товариства захисту пам'ятників літератури і мистецтва (1906-1919), почесним членом Естляндського літературного товариства.

## Творчість
За проектами Вільгельма Неймана було побудовано кілька десятків житлових і громадських будівель в більшості своїй виконаних в стилі історизму.
У Даугавпілсі: залізнична станція і будівля управління товарною станцією (1873), залізничні ремонтні майстерні та локомотивне депо (1874), міська лікарня (1887), будівля євангелічно-лютеранської церкви Мартіна Лютера (1889-1893).
У Ризі: синагога на вулиці Пейтавас (1903), школа на вулиці Вісвалжа (1903), будівля яхт-клубу на Кипсале (1898), будівля Міського художнього музею (1903-1905), вілли в Межапарк (1904), реконструкція та реставрація комплексу будівель Домського собору та Домського монастиря (1895-1910), перебудова головної будівлі та будівництво канцелярії Дому Ліфляндського лицарства (1902-1903).
В інших містах і селищах Латвії: маєтки в Ліксні, Кокнесе, Пелчі (1899), будівлі євангелічно-лютеранських церков в Кулдизі (1899-1904), в Демени (1895-1896), в Кабілі (1904—1907), будівництво вежі Добельської євангелічно-лютеранської церкви (1898).

### Галерея

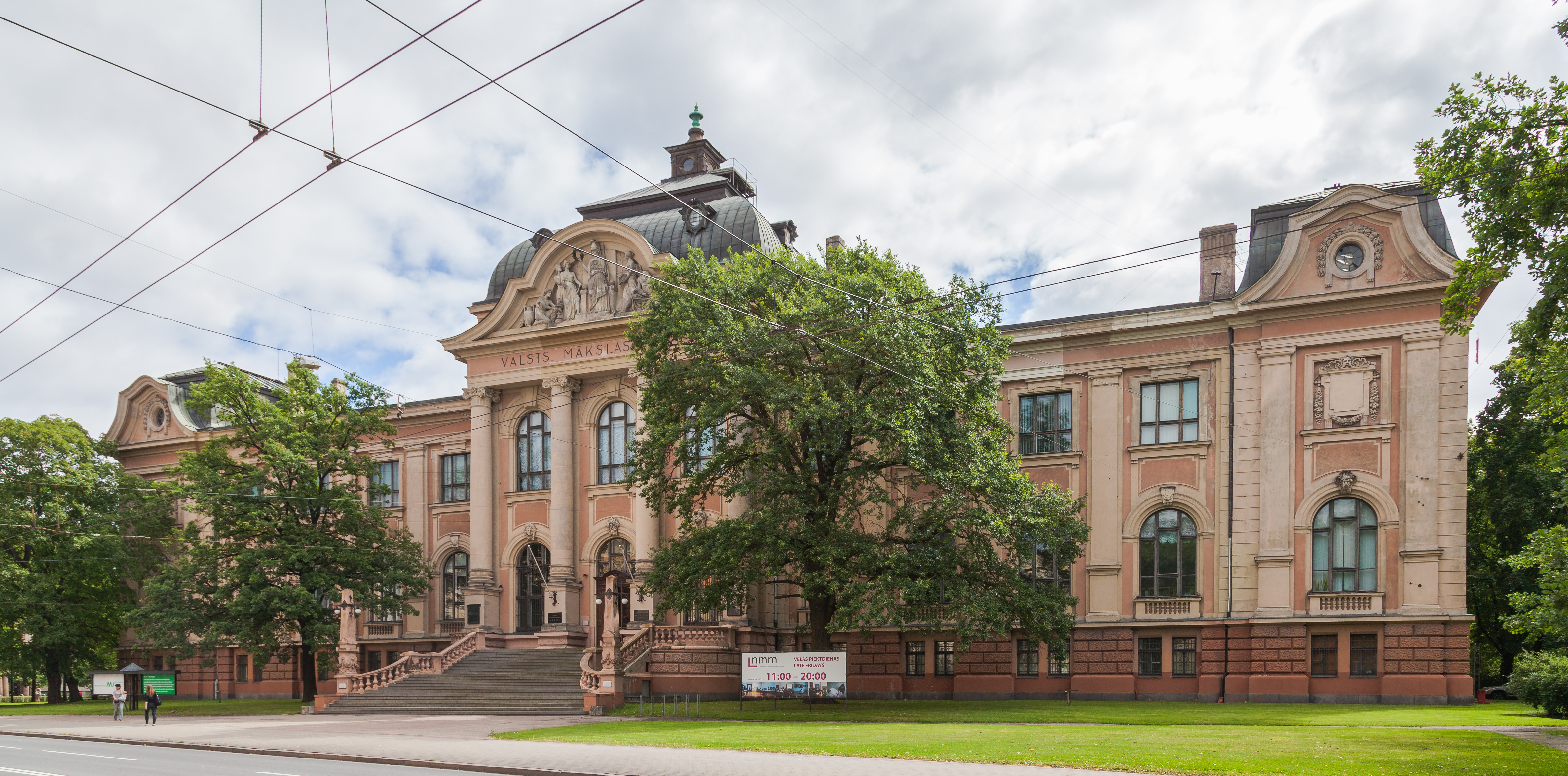
Будівля Латвійського Національного Музею Мистецтв (1905)
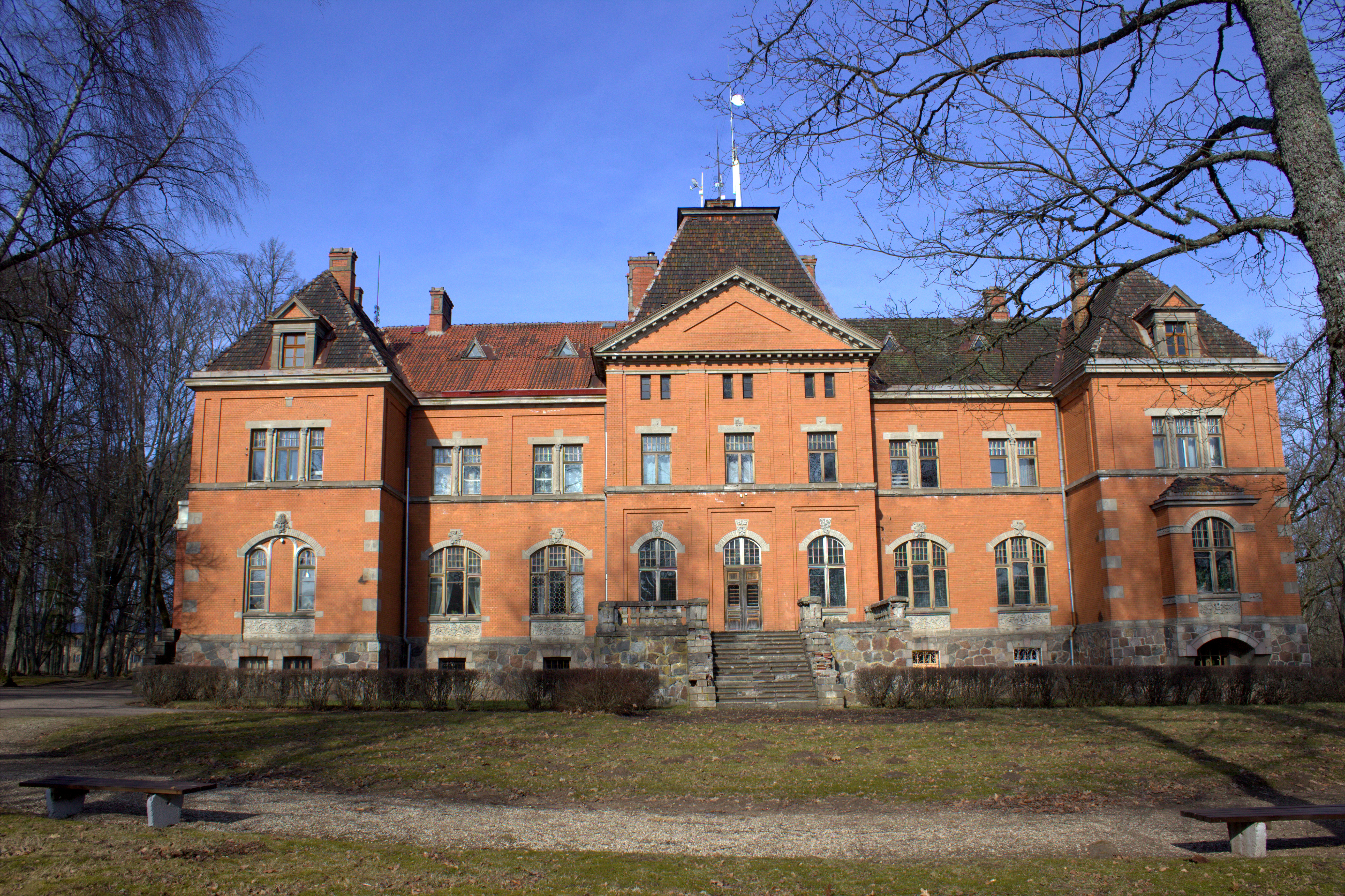
Палац Пелчі (1903 - 1904)
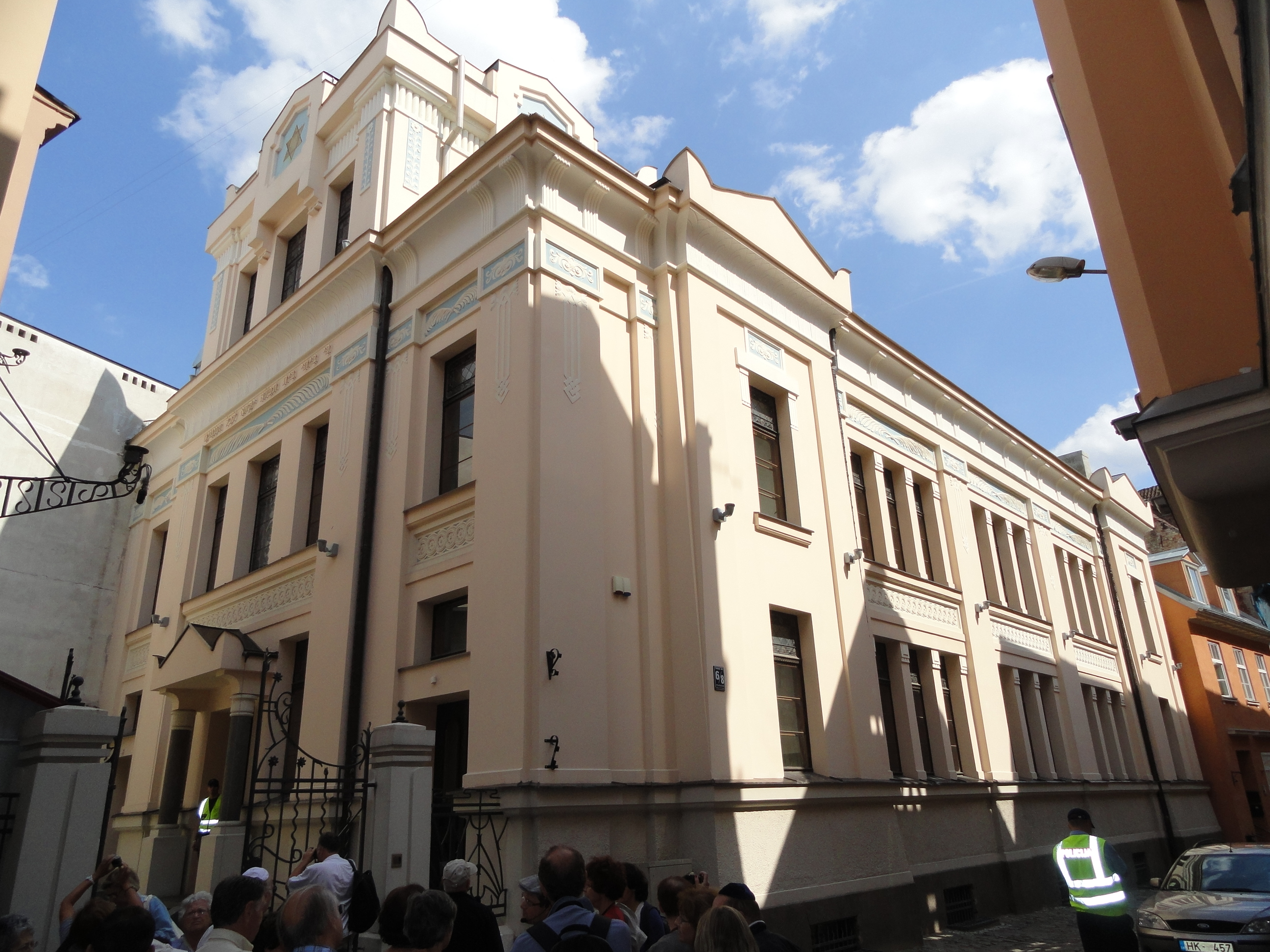
Пейтавська синагога в Ризі
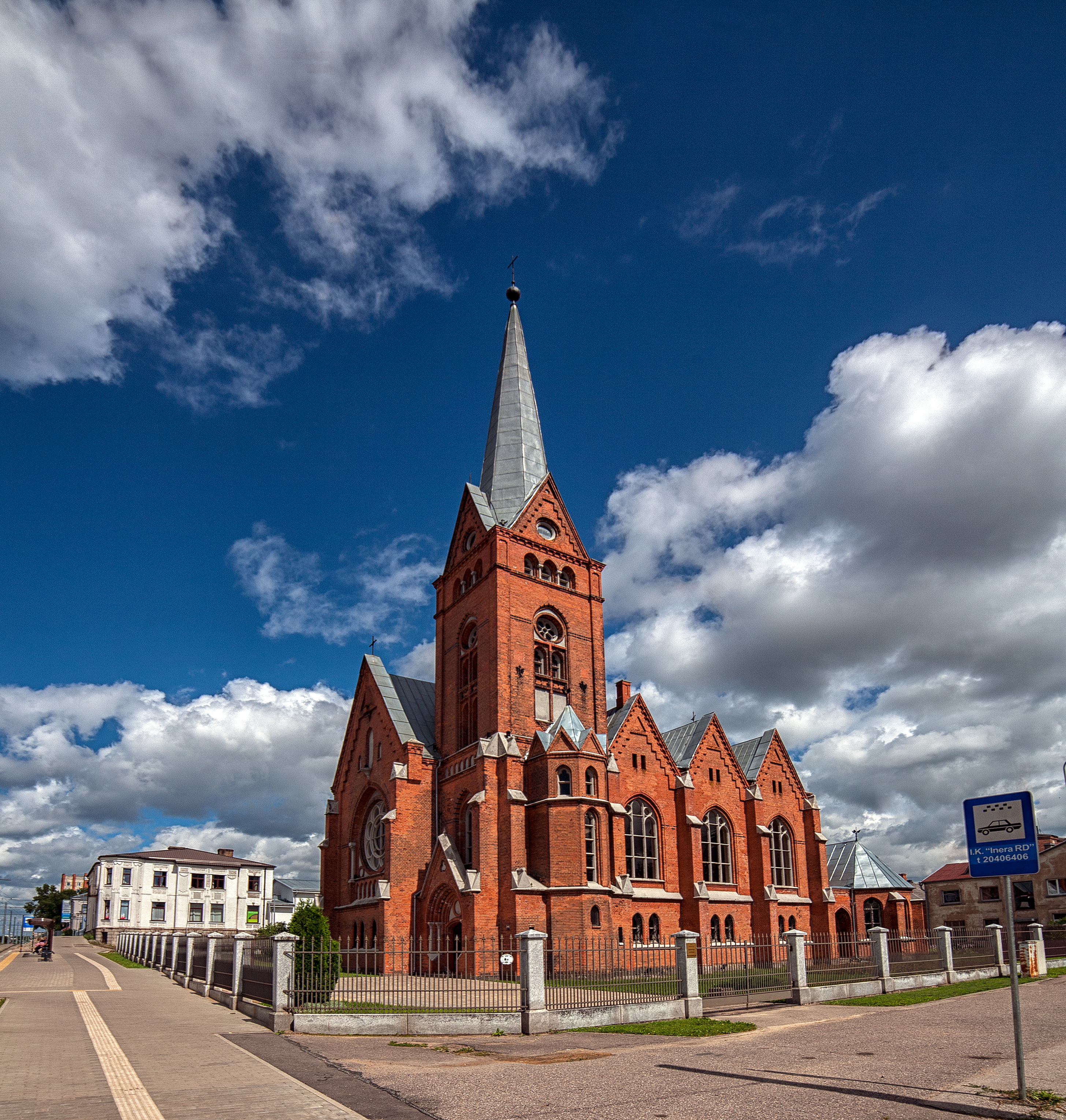
Євангелічно-лютеранська церква Мартіна Лютера (Даугавпілс) (1893)
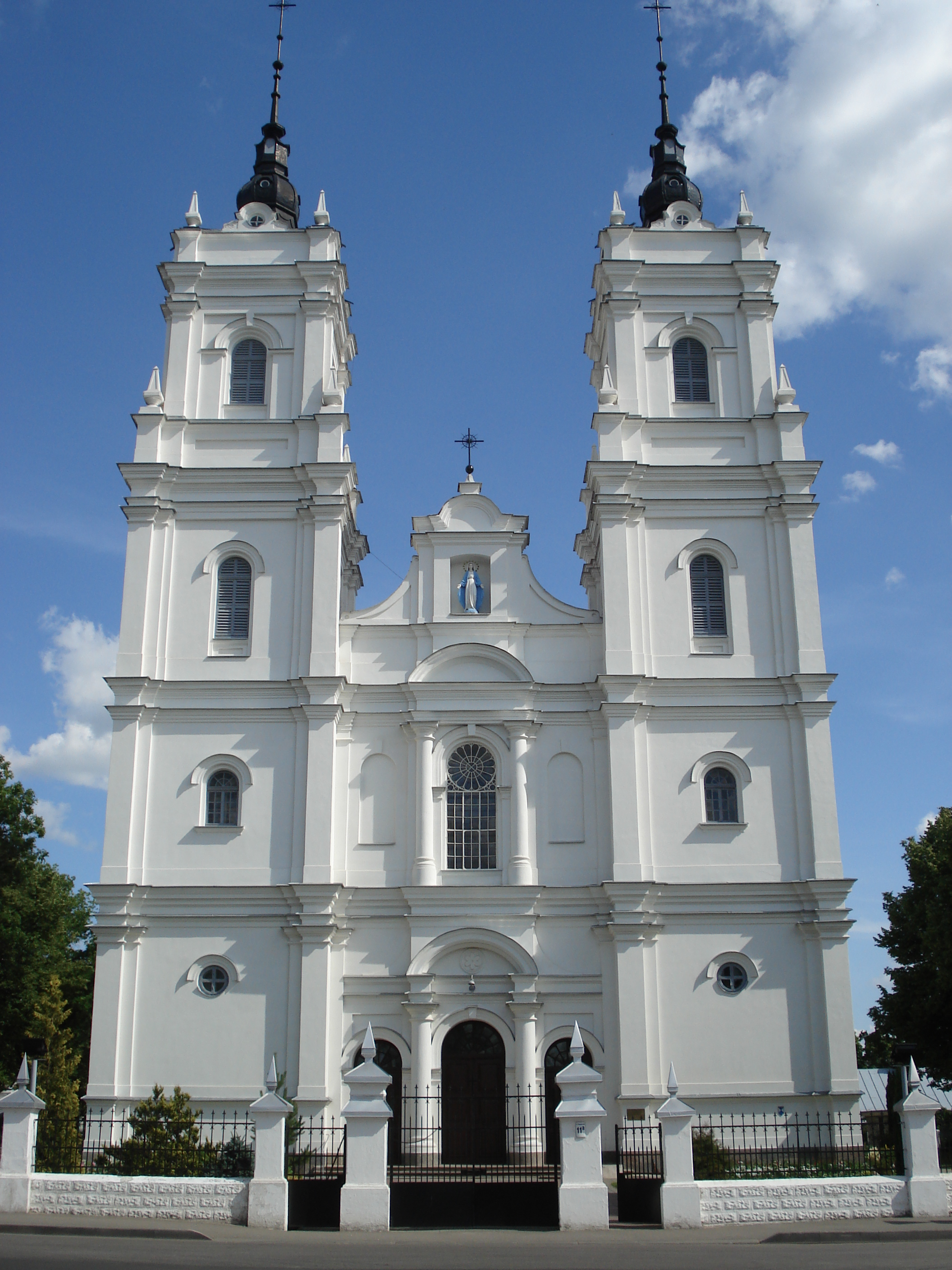
Римсько-католицька церква Непорочного Зачаття Пресвятої Діви Марії в Даугавпілсі (1903 – 1905)

## Публікації
- Grundriß einer Geschichte der bildenden Künste und des Kunstgewerbes in Liv-, Est- und Kurland vom Ende des 12. bis zum Ausgang des 18. Jahrhunderts. Reval,1887
- Die Ordensburger im sog. Polnischen Livland. Mitteilungen aus der livländischen Geschichte. Riga, 1889. Bd.14. H.3
- Werke mittelalterlicher Holzplastik und Malerei in Livland und Estland. Lübeck, 1892
- Das mittelalterliche Riga. Berlin, 1892
- Die St. Annenkirche zu Libau. Rigasche Stadtblätter, Nr. 21, 22, 1892
- Karl August Senff: Ein baltischer Kupferstecher. Reval, 1895
- Baltische Maler und Bildhauer des XIX Jahrhunderts. Riga, 1902
- Verzeichnis baltischer Goldschmiede, ihrer Merkzeichen und Werke. Sitzungsberichte der Gesellschaft für Geschichte und Alterthumskunde der Ostseeprovinzen Russlands aus dem Jahre 1904. Riga, 1905
- Lexikon baltischer Künstler. Riga, 1908
- Riga und Reval. Leipzig, 1908
- Führer durch Riga mit einem Stadtplan. Leipzig, 1910; 2. Aufl. Berlin, 1918
- Der Dom zu St. Marien in Riga. Riga, 1912
- Das Museum in Riga. Museumskunde. Berlin, 1906. Bd.2
- Merkbüchlein zur Denkmalpflege auf dem Lande. Riga, 1911
- Aus alter Zeit: Kunst und kunstgeschichtliche Miszellen aus Liv-, Est- und Kurland. Riga, 1913